# Bor Viktor
Bor Viktor (Szeged, 1966. október 8.) magyar színész, író, zeneszerző.

## Életpályája
Vízügyi Szakközépiskolában érettségizett. A Gór Nagy Mária Színitanodában 1989-ben végzett és ugyanabban az évben a pécsi Janus Pannonius Tudományegyetemen is diplomát szerzett. Színészi pályája a Honvéd Együttes társulatánál indult. 1993-tól a kecskeméti Katona József Színház szerződtette. 1995-től egy évadot a Rock Színháznál töltött. 1996-tól a Fővárosi Operettszínház művésze volt. 
2000-től szabadfoglalkozású színművész, szerepelt a Turay Ida Színházban, az Evangélium Színházban, a Gózon Gyula Kamaraszínházban, a Hadart Színház, a Fogi Gyermekszínház, a Pódium Színház, az Eötvös10, az Éless Szín előadásain. 2000 tavaszán színésztársaival létrehozta a Szabad Ötletek Színházát, amelynek első produkciója a Karinthy örök… című előadás volt. A társulat vezetője, sokoldalú művész. Darabok színpadra állításával, írással, zeneszerzéssel, dalszövegírással, rendezéssel is foglalkozik, készít díszlet- és jelmezterveket is.

## Színpadi szerepeiből
- Molière: Tartuffe... Damis
- George Bernard Shaw: Szent Johanna... Gilles de Rais kékszakáll
- Robert Bolt: Egy ember az örökkévalóságnak (Morus Tamás)... VIII. Henrik angol király
- William Somerset Maugham: Csodálatos vagy Júlia... Roger
- Valentyin Petrovics Katajev: Bolond vasárnap... Zűrcsev
- William Somerset Maugham: Imádok férjhez menni... Taylor
- Dario Fo; Nem fizetünk, Nem fizetünk!... Luigi
- Jean Giraudoux: Trójában nem lesz háború... Paris
- Alan Jay Lerner – Frederick Loewe: My fair lady... Freddy
- Benny Andersson – Tim Rice – Björn Ulvaeus: Sakk... Riporter
- Ken Kesey – Dale Wasserman: Kakukkfészek... Sefelt
- Ödön von Horváth: Mesél a bécsi erdő... Erich; Konferanszié
- Hunyady Sándor: Feketeszárú cseresznye... Csaholyi hadnagy
- Móricz Zsigmond – Miklós Tibor – Kocsák Tibor: Légy jó mindhalálig... Török János; Nagy úr
- Zsolt Béla: Erzsébetváros... Klúg
- Csurka István: Döglött aknák... Orvos
- Békeffi István – Szentirmai Ákos – Bradányi Iván: Kölcsönkért kastély... Gáldy István, földbirtokos
- Gioachino Rossini: A sevillai borbély... Ambrosio
- Kálmán Imre: A montmartre-i ibolya... Florimond
- Lehár Ferenc: Luxemburg grófja... Lord Winchester
- Huszka Jenő: Lili bárónő... Becsei tiszttartó
- Fenyő Miklós – Novai Gábor: Hotel Menthol... Teddy
- Carlo Collodi – Litvai Nelli: Pinokkió... Csendőr; Gazda; Hajós; Mutatványos

## Bemutatott színpadi műveiből
- Bor Viktor – Bodó Béla: Brumi
- Bor Viktor: Hercules
- Csík Csaba – Bor Viktor: Robin Hood
- Csukás István – Bor Viktor – Berkes Gábor: Pom-Pom meséi
- Bálint Ágnes – Bor Viktor – Lénárt László: Frakk, a macskák réme
- Bor Viktor – Rigó Béla – Romhányi József: Mézga Géza
- József Viktor – Csík Csaba – Bor Viktor: Pocahontas
- Dr. Kertész György – József Viktor – Csík Csaba – Bor Viktor: Vizipók, csodapók

## Színházi zenéiből
- Romhányi József – Bor Viktor: Dr Bubó  (Fogi Gyermekszínház)
- Fekete István – Csík Csaba – Lénárt László – Bor Viktor: Vuk (Békéscsabai Jókai Színház)
- Csík Csaba – Bor Viktor: Aladdin és a csodalámpa (Szabad Ötletek Színháza)
- Tersánszky Józsi Jenő – Csík Csaba – Bor Viktor: Misi mókus kalandjai (Gózon Gyula Kamaraszínház)

## Rendezéseiből
- Bor Viktor: Hercules (Szabad Ötletek Színháza)